# Smile (THE YELLOW MONKEYのアルバム)
『smile』（スマイル）は、日本のロックバンド、THE YELLOW MONKEYの4枚目のオリジナルアルバム。
1995年2月1日に日本コロムビア・トライアドレーベルよりリリースされた。
また、1995年7月21日にミニディスク盤が、2000年8月19日に廉価盤が再発された。さらに、2013年12月4日に、リマスター盤Blu-spec CD2にて再発売された。

## 解説
- 前作『jaguar hard pain』がコンセプト・アルバムであったのに対し、本作は吉井曰く「ハード・フレンチ・ポップを目指した」作品となっている。これは純粋にメンバーの「もっと売れたい」「チャートの上位で勝負がしたい」という願いが結実したもので、初のオリコンチャートTOP10入りを果たすなど、狙い通り売上は前作に比べ大幅にアップした[1]。
- タイトルの『smile』は、吉井曰く「シンプルでわかりやすいタイトルにしたかった」と語っている[1]。
- ジャケットのデザインはスウェードのパロディ[2][3]。
- バンドとして唯一ミニディスク盤(品番：COYA-54)が、1995年7月21日にシングル「追憶のマーメイド」と初の日本武道館ライブを収録したVHS『Cherry Blossom Revolution-Live at BUDOKAN-』と合わせて3タイトル同時発売された。

## 評価
- 『ROCKIN'ON JAPAN』誌上のディスクレビューでは「産業廃棄物」と酷評された。吉井は同誌上の連載コーナーであるエッセイにて「（『smile』は）命を削って作ったものである」と本作に込めた思いを綴り、これに反論した[4]。

## 収録曲
| 全作詞: 吉井和哉。 |                                      |           |                    |                   |      |
| #                  | タイトル                             | 作詞      | 作曲               | 編曲              | 時間 |
| 1.                 | 「Smile」                            | 吉井和哉  | 吉井和哉           | 吉井和哉          | 3:23 |
| 2.                 | 「マリーにくちづけ」                 | 吉井和哉  | 吉井和哉           | THE YELLOW MONKEY | 3:42 |
| 3.                 | 「Love Communication」               | 吉井和哉  | 吉井和哉           | THE YELLOW MONKEY | 5:00 |
| 4.                 | 「サイケデリック・ブルー」           | 吉井和哉  | 吉井和哉           | THE YELLOW MONKEY | 4:29 |
| 5.                 | 「See-Saw Girl」                     | 吉井和哉  | 吉井和哉           | THE YELLOW MONKEY | 4:13 |
| 6.                 | 「争いの街」                         | 吉井和哉  | 吉井和哉           | THE YELLOW MONKEY | 6:37 |
| 7.                 | 「エデンの夜に」                     | 吉井和哉  | 吉井和哉           | THE YELLOW MONKEY | 4:58 |
| 8.                 | 「イエ・イエ・コスメティック・ラヴ」 | 吉井和哉  | 吉井和哉・菊地英昭 | THE YELLOW MONKEY | 3:22 |
| 9.                 | 「ヴィーナスの花」                   | 吉井和哉  | 吉井和哉           | THE YELLOW MONKEY | 4:14 |
| 10.                | 「“I”」                              | 吉井和哉  | 吉井和哉           | THE YELLOW MONKEY | 3:36 |
| 11.                | 「Hard Rain」                        | 吉井和哉  | 吉井和哉           | THE YELLOW MONKEY | 6:27 |
| 12.                | 「嘆くなり我が夜のFantasy」          | 吉井和哉  | 吉井和哉           | THE YELLOW MONKEY | 4:26 |
| 13.                | 「熱帯夜」                           | 吉井和哉  | 吉井和哉           | THE YELLOW MONKEY | 4:44 |
| 合計時間:          | 合計時間:                            | 合計時間: | 合計時間:          | 59:11             |      |

### 楽曲解説
1. 「Smile」
冒頭にロシア語のナレーションが入っている。メンバーは一切演奏に参加していない。
2. 「マリーにくちづけ」
前曲と繋がっている。
3. 「Love Communication」
先行シングル曲。アルバムのレコーディング後に「勝負曲としてのシングルナンバーがほしい」というスタッフの強い要望により、急遽制作されたナンバーである[5]。
4. 「サイケデリック・ブルー」
「Spaekleの惑星X」Block.2で再結成後初披露した。
5. 「See-Saw Girl」
5thシングル『Love Communication』カップリング。
6. 「争いの街」
戦争で離ればなれになった恋人をテーマとしており、前作『jaguar hard pain』のコンセプトを引き継いだ楽曲[5]。「Sparkleの惑星X」BLOCK.2にて再結成後初披露した。
7. 「エデンの夜に」
『Love Communication』を制作するまで吉井のいち押しシングル候補であった[5]。
8. 「イエ・イエ・コスメティック・ラヴ」
レコーディング半ばまでサビのフレーズは完成時よりも単純なものであったが、歌入れ直前に現在のものに変更された[5]。
9. 「ヴィーナスの花」
「エデンの夜に」同様、吉井のシングル候補であったが、スタッフから「弱い」とダメ出しされたという[6]。
10. 「“I”」
11. 「Hard Rain」
吉井が亡くなった友人に捧げたバラード曲。
12. 「嘆くなり我が夜のFantasy」
インディーズ時代からのライブでの定番ナンバー。アルバム用に新たに録音するにあたって、歌詞を一部変更してレコーディングされ、後に6thシングルとしてリカットされた。歌詞中に、アメリカ合衆国のバンドであるエアロスミスが1982年に発表されたアルバムのタイトル『美獣乱舞』が登場する。
13. 「熱帯夜」
4thシングル。

## 参加ミュージシャン
- 吉井和哉 - ボーカル、ギター、サウンドエフェクト、シンセサイザー
- 菊地英昭 - ギター
- 廣瀬洋一 - ベース
- 菊地英二 - ドラムス
- 古川貴司 - キーボード
- 三国義貴 - ピアノ (#4, #11)
- Beronika Suzuki - Russian Narrator (#1)